# Pedreira (kommun)
Pedreira är en kommun i Brasilien.   Den ligger i delstaten São Paulo, i den sydöstra delen av landet, 800 km söder om huvudstaden Brasília. Antalet invånare är 41 549.
Följande samhällen finns i Pedreira:
- Pedreira

Omgivningarna runt Pedreira är huvudsakligen savann. Runt Pedreira är det ganska tätbefolkat, med 75 invånare per kvadratkilometer.